# Entedon thoubalensis
Entedon thoubalensis är en stekelart som först beskrevs av Chishti och Shafee 1988.  Entedon thoubalensis ingår i släktet Entedon och familjen finglanssteklar. Inga underarter finns listade i Catalogue of Life.